# Rege al Romanilor

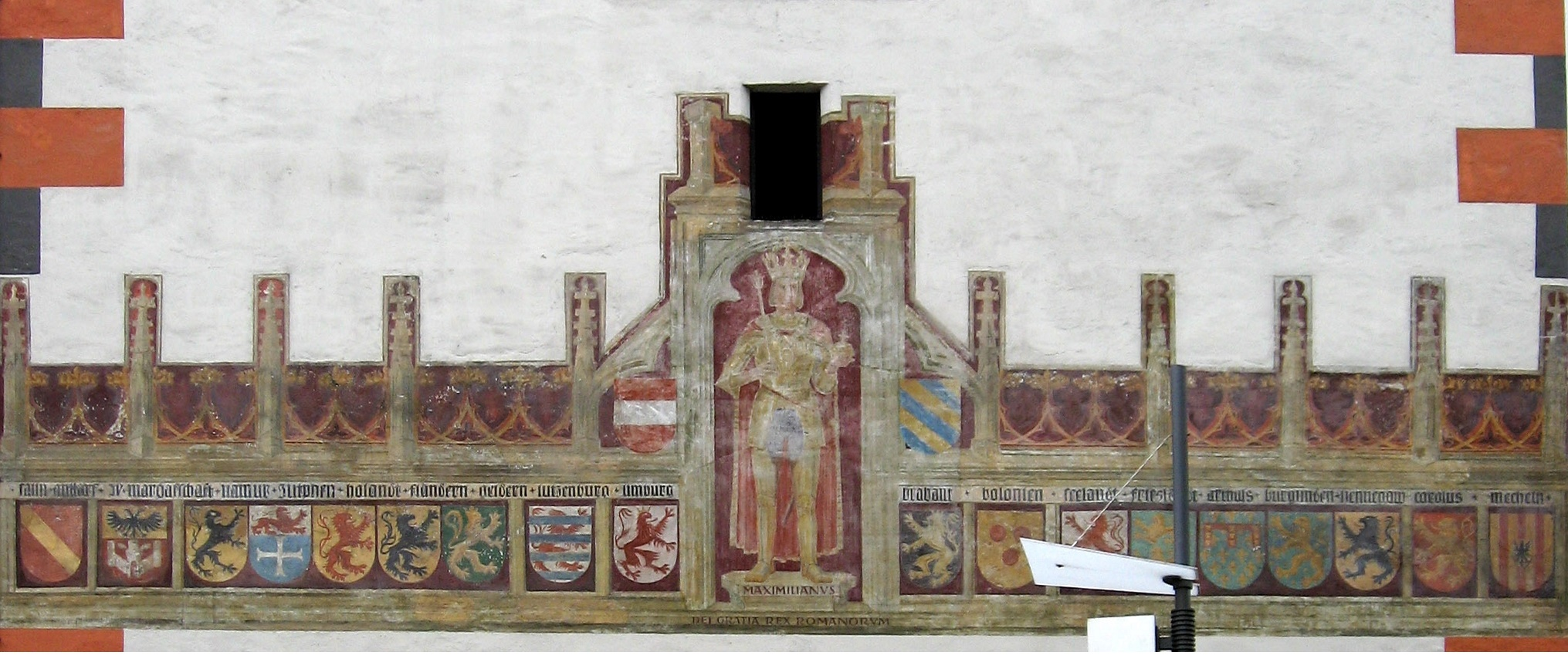
Turn al orașului Vöckabruck care poartă inscripția: „MAXIMILIANUS, DEI GRATIA REX ROMANORUM” și blazonul fiecăruia dintre teritoriile sale (1508)

Rege al Romanilor (în latină Rex Romanorum; în germană Römisch-deutscher König) a fost un titlu folosit de regele german în urma alegerii sale de către prinții electori începând din vremea împăratului Henric al II-lea (1014–1024). Titlul era mai degrabă un semn al pretenției de a deveni Sfânt Împărat Roman și era dependent de încoronarea monarhului de către papă.
Titlul de Rege romano-german este folosit de terminologia modernă pentru a preveni confudarea acestor regi cu conducătorii romani din epoca regalității, în același mod în care denumirea modernă de Împărat al Sfântului Imperiu German este folosită pentru a-i deosebi pe împărații germani ai Sfântului Imperiu Roman din Evul Mediu și din Epoca modernă, de împărații romani ai antichității și de împărații germani ai Imperiului German fondat în 1871.
Titlul se referea inițial la orice rege ales căruia încă nu îi fuseseră date din mâinile papei însemnele imperiale și titlul de „împărat”. Mai târziu a fost folosit exclusiv pentru urmașul la tronul imperial în perioada dintre alegerea sa (în timpul vieții unui împărat aflat pe tron) și succesiunea sa după moartea împăratului.
În perioada dinastiei Ottoniene titlul în latină era „Rex Francorum” („regele francilor”) și începând din perioada saliană târzie Rex Romanorum („regele romanilor”). Pe lângă acestea, în epoca modernă a fost folosit titlul „Rex in Germania” (Rege în Germania).

## Istoria titlului

### Crearea titlului
Titlul Rex Romanorum a apărut în perioada Ottoniană târzie, fiind folosit mai ales în timpul împăratului Henric al II-lea, la începutul secolului al XI-lea. Teritoriul din Francia Răsăriteană nu a fost denumit de sursele contemporane vremii ca „Regatul Germaniei” sau ca „Regnum Teutonicum” până în secolul al IX-lea. În această perioadă solicitarea regelui de a fi încoronat a fost din ce în ce mai contestată de papalitate culminând cu „Controversa pentru învestitură”. După ce pretendentul la tron din dinastia Saliană, Henric al IV-lea, minor în vârstă de șase ani, a fost ales să conducă imperiul în 1056, titlul adoptat a fost „Romanorum Rex” pentru a accentua dreptul său sacru de a fi încoronat ca împărat de către Papă.
Papa Grigore al VII-lea a insistat pentru folosirea titlului derogatoriu de Teutonicorum Rex („Rege al Germanilor”) pentru a se înțelege că autoritatea lui Henric era una locală și nu se aplica asupra întregului imperiu. Henric a continuat să folosească în mod obișnuit titlul Romanorum Rex până când în sfârșit a fost încoronat de Antipapa Clement al III-lea în 1084. Succesorii lui Henric al II-lea au continuat această practică și s-au intitulat Romanorum Rex înainte de încoronare și Romanorum Imperator după încoronare.

### Alegerea regelui
Candidații la tronul regal erau la început membri ai familiilor ducale germane. Apoi au candidat la tron și conducători ai unor principate mai mici, care nu erau germane. Cerințele obligatorii pentru un candidat erau: să fie adult, catolic și să nu fie membru al unui ordin religios.
Inițial, oricărui nobil care era prezent îi era permis să participe la alegere însă cu timpul acest drept l-au păstrat doar episcopii și nobilii eminenți. Bula de Aur din 1356 emisă de Carol al IV-lea a limitat numărul de principi electori la șapte și anume: prinții-arhiepiscopi de Mainz, Trier și Köln, regele Boemiei, contele Palatinatului Rinului, ducele Saxoniei și margraful de Brandenburg. Aceștia trebuiau să aleagă un rege respectând principiul majorității conform Declarației de la Rhense din 1338. După „Controversa pentru învestitură”, Carol al IV-lea intenționa să întărească statutul legal al titlului Rex Romanorum prin acceptarea oficială a rezultatului alegerii de către Papă. Dintre succesorii săi doar Sigismund de Luxemburg și Frederic al III-lea au fost încă încoronați ca împărați la Roma, iar în 1530 Carol al V-lea a fost ultimul care a primit coroana imperială din mâinile Papei, la Bologna. Bula de Aur a lui Carol al IV-lea a rămas valabilă până în 1805 când imperiul și-a încetat existența.

### Încoronarea regelui
După alegere noul rege urma să fie încoronat ca Rege al Romanilor (Rex Romanorum) în mod normal în Catedrala din Aachen de către arhiepiscopul de Köln. Ceremonialul era unul simbolic și reprezenta validarea solemnă a rezultatului alegerii. Detaliile încoronării lui Otto I (anul 936) au fost descrise de cronicarul medieval Widukind din Corvey în „Res gestae saxonicae”.
La început nu a existat o locație fixă pentru alegerea regelui sau pentru încoronarea acestuia. În 1024 Conrad al II-lea a primit coroana imperială, ca și Filip de Suabia în 1198, ca Rex Romanorum în Catedrala din Mainz. Din 1147 majoritatea alegerilor regale au avut loc la Frankfurt pe Main. Locul tradițional pentru încoronare ca rege era Aachen, care se bucura de o reputație specială ca fostă reședință imperială a lui Carol cel Mare. În 1356 cele două locuri au fost desemnate prin Bula de Aur ca loc fix pentru alegerea regală și respectiv pentru încoronarea regelui. Din 1562 până în 1792 regele a fost încoronat tot la Frankfurt pe Main, locul stabilit pentru alegerea regelui.
Uneori regele ales traversa Alpii pentru a fi încoronat cu Coroana de fier a Lombardiei ca rege al Italiei la Pavia sau Milano. Apoi trebuia să călătorească la Roma pentru a fi încoronat de Papa. Între alegere și încoronare regele purta titlul Romanorum Rex pentru a accentua deplinătatea autorității lui asupra imperiului, acest titlu reprezentând și garanția că regele era viitorul împărat, fără a fi încălcat privilegiul papal al încoronării. Între alegere și încoronare puteau trece mai mulți ani, iar alteori regii aleși nu ajungeau deloc să întreprindă călătoria la Roma pentru încoronare, unii datorită diferendelor lor cu papalitatea, alții datorită problemelor financiare ori datorită conflictelor militare din imperiu. În astfel de cazuri ei purtau titlul de Rex Romanorum („Rege al Romanilor”) pe toată perioada cârmuirii.

### Evoluția titlului
În epoca modernă timpurie titlul Rex Romanorum a devenit învechit așa încât în 1508 Maximilian I s-a autodenumit Electus Romanorum Imperator („împărat roman ales”) deoarece, cu toate bunele sale intenții și încercări, nu reușise să ajungă la Roma pentru încoronare. Maximilian I a adoptat, de asemenea, titlul de „Rege al Germanilor” și „Rege în Germania”, însă pe cel din urmă nu l-a folosit niciodată ca titlu principal.
Papa Iulius al II-lea a permis împăratului Maximilian I și succesorilor lui să folosească titlul de „împărat ales” și „Rege în Germania” începând din 1508, fără obligativitatea încoronării la Roma. Carol al V-lea, nepotul lui Maximilian I, a fost ultimul împărat încoronat de către Papa, dar nu la Roma ci la Bologna.
Următorii conducători ai imperiului s-au numit ei înșiși „împărați” fără a mai călători la Roma sau fără a mai solicita acordul papei, adoptând acest titlul imediat ce erau încoronați sau la momentul morții predecesorului lor dacă fuseseră deja aleși ca succesori la tronul imperial în timpul vieții împăratului. Primul exemplu a fost Ferdinand I, care purta acest titlu încă din 1531, mult timp înaintea abdicării lui Carol Quintul întrucât în timpul absenței aproape permanente a împăratului, el era cel ce guverna imperiul și teritoriile imperiale ereditare.

Blazonul lui Iosif al II-lea, ultimul purtător al titlului Rex Romanorum

Denumirea de „Rege al Romanilor” a fost păstrată până la sfârșitul imperiului, dar în perioada din urmă devenise titlul purtat de prințul moștenitor, dacă împăratul îl desemnase ca succesor în timpul vieții.

### Rex in GermaniasauRex Germaniae
Cu Maximilian I, Rex in Germania („Rege în Germania” și , de asemenea, „Rege în Țările germane”) și-a găsit locul în titlul imperial. Titlul său era:
„Wir Maximilian von Gots genaden erwelter Romischer kayser, zu allen zeiten merer des Reichs, in Germanien zu Hungern, Dalmatien, Croatien etc. kunig […]”
Apoi în țările germane, titlul de rege a devenit titlu imperial ca „împărat al Romei”, iar spre sfârșitul imperiului titulatura era doar Romanorum Imperator, Germaniae Rex („Împărat al Romanilor, Rege al Germaniei”). Iosif al II-lea, purta titlul:
„Wir Joseph der Zweyte von Gottes Gnaden erwählter Römischer Keyser, zu allen Zeiten Mehrer des Reichs, König in Germanien, zu Jerusalem, Ungarn, Böheim, […]”
Titlul a făcut, de asemenea, parte din titlul complet al împăratului Austriei Francisc al II-lea care s-a autodenumit începând din 1804:
„Wir, Franz der Zweyte, von Gottes Gnaden erwählter Römischer Kaiser, zu allen Zeiten Mehrer des Reichs, erblicher Kaiser von Österreich, König in Germanien, zu Jerusalem, zu Hungarn, zu Böheim, […]”

## Consecințe
Bazat pe această tradiție, Napoleon I curând după ce el însuși s-a autodenumit „Împărat al francezilor”, i-a acordat fiului său, Napoleon Franz Bonaparte, titlul Roi de Rome („Rege al Romei”).
Constituția de la Frankfurt din 1848 prevedea că în calitate de conducător al imperiului Împăratul germanilor trebuia să reia demnitatea și rangul regilor și împăraților romano-germani. Acest lucru nu s-a întâmplat deoarece împăratul ales Frederic Wilhelm al IV-lea a refuzat coroana care i-a fost oferită de Deputația Imperială (în germană Kaiserdeputation).
Următorii regi au fost desemnați ca succesori și au primit titlul de rege în timp ce împăratul Sfântului Imperiu Roman era în viață (de cele mai multe ori acesta fiind tatăl succesorului):
| Nume                 | Data primirii titlului de rege | Data pierderii titlului de rege | Motivul                                                                                             | Relația cu împăratul | Împăratul            |
| -------------------- | ------------------------------ | ------------------------------- | --------------------------------------------------------------------------------------------------- | -------------------- | -------------------- |
| Otto al II-lea       | 961                            | 7 mai 973                       | succesor ca rege (împărat din 976)                                                                  | fiu                  | Otto I               |
| Henric al III-lea    | 1028                           | 4 iunie 1039                    | succesor ca rege (împărat din 1046)                                                                 | fiu                  | Conrad al II-lea     |
| Henric al IV-lea     | 1053                           | 5 octombrie 1056                | succesor ca rege (împărat din 1084)                                                                 | fiu                  | Henric al III-lea    |
| Conrad               | 1087                           | aprilie 1098                    | destituit                                                                                           | fiu                  | Henric al IV-lea     |
| Henric al V-lea      | 6 ianuarie 1099                | 1105                            | succesor ca rege (împărat din 1111)                                                                 | fiu                  | Henric al IV-lea     |
| Henric Berengar      | 30 martie 1147                 | 1150                            | deces                                                                                               | fiu                  | Conrad al III-lea    |
| Henric al VI-lea     | 1169                           | 10 iunie 1190                   | succesor ca rege (împărat din 1191)                                                                 | fiu                  | Frederic I           |
| Frederic al II-lea   | 1196                           | 28 septembrie 1197              | succesor; a abdicat (în timpul regenței) în 1197; ales rege (cu opoziție) în 1212; împărat din 1220 | fiu                  | Henric al VI-lea     |
| Henric (al VII-lea)  | 1220                           | 4 iulie 1235                    | destituit                                                                                           | fiu                  | Frederic al II-lea   |
| Conrad al IV-lea     | 1237                           | 13 decembrie 1250               | succesor ca rege                                                                                    | fiu                  | Frederic al II-lea   |
| Venceslau            | 10 iunie 1376                  | 29 noiembrie 1378               | succesor ca rege                                                                                    | fiu                  | Carol al IV-lea      |
| Maximilian I         | 16 februarie 1486              | 19 august 1493                  | succesor ca rege (împărat din 1508)                                                                 | fiu                  | Frederic al III-lea  |
| Ferdinand I          | 5 ianuarie 1531                | 3 mai 1558                      | succesor ca împărat                                                                                 | frate                | Carol al V-lea       |
| Maximilian al II-lea | 28 noiembrie 1562              | 25 iulie 1564                   | succesor ca împărat                                                                                 | fiu                  | Ferdinand I          |
| Rudolf al II-lea     | 27 octombrie 1575              | 12 octombrie 1576               | succesor ca împărat                                                                                 | fiu                  | Maximilian al II-lea |
| Ferdinand al III-lea | 22 decembrie 1636              | 15 februarie 1637               | succesor ca împărat                                                                                 | fiu                  | Ferdinand al II-lea  |
| Ferdinand al IV-lea  | 31 mai 1653                    | 9 iulie 1654                    | deces                                                                                               | fiu                  | Ferdinand al III-lea |
| Iosif I              | 23 ianuarie 1690               | 5 mai 1705                      | succesor ca împărat                                                                                 | fiu                  | Leopold I            |
| Iosif al II-lea      | 27 martie 1764                 | 18 august 1765                  | succesor ca împărat                                                                                 | fiu                  | Francisc I           |